# 美濃市立片知小学校
美濃市立片知小学校 （みのしりつ かたじしょうがっこう）は、かつて岐阜県美濃市に存在した公立小学校。

## 概要
- 校区は美濃市片知であった。
- 2003年、下牧地区の4つの小学校（長瀬小学校・神洞小学校・片知小学校・蕨生小学校）及び休校中の方知小学校板山分校を統合し、下牧小学校の新設により廃校。
- 校舎は2018年現在、片知生涯学習センター[1]、美濃和紙用具ミュージアム ふくべに使用されている。

## 沿革
- 1873年（明治6年）4月 - 片知村に知廣義校が開校。
- 1877年（明治10年） - 板山地区に板山分教場を設置。
- 1880年（明治13年） - 片知小学校に改称する。
- 1886年（明治19年） - 片知簡易科小学校に改称する。その後、片知尋常小学校に改称する。
- 1897年（明治30年）4月1日 - 長瀬村、片知村、蕨生村、神洞村が合併し、下牧村が発足。
- 1899年（明治32年） - 長瀬尋常小学校、神洞尋常小学校、片知尋常小学校、蕨生尋常小学校が統合され、下牧尋常小学校となる。
- 1901年（明治34年） - 下牧尋常小学校が分立し、片知尋常小学校が開校。
- 1910年（明治43年） - 蕨生尋常小学校の尋常科6年生の児童の委託を受ける（1911年まで）。
- 1941年（昭和16年）4月1日 - 片知国民学校に改称する。
- 1947年（昭和22年）4月1日 - 下牧村立片知小学校に改称する。
- 1954年（昭和29年）4月1日 - 美濃町、洲原村、下牧村、上牧村、大矢田村、藍見村、中有知村が合併し、美濃市が発足。同時に美濃市立片知小学校に改称する。
- 1988年（昭和63年） - 新校舎（鉄筋コンクリート造）が完成[2]。
- 2001年（平成13年） - 板山分校を休止。
- 2003年（平成15年）3月 - 統合により廃校。